# Raxaul Airport
Raxaul Airport är en flygplats i Indien.   Den ligger i distriktet Pūrba Champāran och delstaten Bihar, i den nordöstra delen av landet, 800 km öster om huvudstaden New Delhi. Raxaul Airport ligger 83 meter över havet.
Terrängen runt Raxaul Airport är mycket platt. Runt Raxaul Airport är det tätbefolkat, med 947 invånare per kvadratkilometer. Närmaste större samhälle är Raxaul, 3,6 km sydost om Raxaul Airport. Trakten runt Raxaul Airport består till största delen av jordbruksmark.